# Psathyropus conjugata
Psathyropus conjugata is een hooiwagen uit de familie Sclerosomatidae.